# Nova Renascença (revista)
A revista Nova Renascença nasceu do movimento cultural português Nova Renascença.
Foi uma revista com edições trimestrais.